# Diario Progresista
Diario Progresista es un diario de Internet editado íntegramente en español desde el 9 de enero del año 2011. Se autodefine como publicación digital independiente comprometida con la defensa de los derechos humanos y la extensión de los valores democráticos en la sociedad. Políticamente se alinea con los postulados del Partido Socialista Obrero Español y en sus filas hay miembros de las tendencias más socialdemócratas de este partido, como el economista Antonio Miguel Carmona, director de la publicación desde su fundación hasta el 1 de septiembre de 2014, en que fue relevado por Manuel Arias. Tras un tiempo cerrado, se rehabilitó a finales de 2017 y, desde 2021, Alfonso J. Fernández, antes Redactor Jefe, dirige el diario.

## Orígenes
Gran parte del equipo de fundadores y colaboradores de Diario Progresista participaba desde mediados de la década de 2000 en otro proyecto similar, el diario digital El Plural del periodista catalán Enric Sopena. El nuevo periódico surgió sin intención de ser competidor de El Plural, sino complementario suyo, y posteriormente a la fundación de Diario Progresista ha seguido habiendo autores colaborando para ambos medios.

## Estructura
Habitualmente los contenidos se estructuran en una carta abierta del director, cuatro secciones fijas (nacional, internacional, economía y sociedad) y diversos artículos de opinión. Posteriormente a la creación del periódico se añadieron otras dos secciones regionales, una de Andalucía y otra de Castilla y León.

## Línea Editorial
Diario Progresista suele alinearse con las tesis del Partido Socialista Obrero Español, aunque los contenidos tienden a estar más relacionados con las políticas de la ciudad de Madrid que los de El Plural, por hallarse la sede de un periódico en la población madrileña de El Escorial y la de otro en Cataluña. En el Diario Progresista colaboran políticos como Joaquín Leguina, conocidos por sus críticas a la labor de José Luis Rodríguez Zapatero al frente de dicho partido durante los años 2008-2011. Igualmente, varios autores, como el propio Leguina o los blogueros Martu Garrote y Perico Echevarría, se hallan en la órbita ideológica del secretario general del Partido Socialista en Madrid, Tomás Gómez Franco.
En octubre de 2011 el diario adquirió cierta notoriedad por impulsar un acto de desagravio en Villamayor de Calatrava (Ciudad Real) destinado a protestar contra la decisión del ayuntamiento de dicho pueblo de suprimir los nombres de varias calles que honraban a políticos o intelectuales de izquierdas, como Pablo Neruda, Enrique Tierno Galván o Pablo Iglesias.